# 2008년 1월
| 2008년: 1월 · 2월 · 3월 · 4월 · 5월 · 6월 · 7월 · 8월 · 9월 · 10월 · 11월 · 12월 |

| <          | 2008년 1월 | 2008년 1월   | 2008년 1월 | 2008년 1월 | 2008년 1월 | >          |
| 일         | 월         | 화           | 수         | 목         | 금         | 토         |
|            |            | 1 11.23 경자 | 2 24 신축  | 3 25 임인  | 4 26 계묘  | 5 27 갑진  |
| 6 28 을사  | 7 29 병오  | 8 12.1 정미  | 9 2 무신   | 10 3 기유  | 11 4 경술  | 12 5 신해  |
| 13 6 임자  | 14 7 계축  | 15 8 갑인    | 16 9 을묘  | 17 10 병진 | 18 11 정사 | 19 12 무오 |
| 20 13 기미 | 21 14 경신 | 22 15 신유   | 23 16 임술 | 24 17 계해 | 25 18 갑자 | 26 19 을축 |
| 27 20 병인 | 28 21 정묘 | 29 22 무진   | 30 23 기사 | 31 24 경오 |            |            |

| - 1월 3일 - 최요삼 - 1월 11일 - 에드먼드 힐러리 - 1월 17일 - 보비 피셔 - 1월 27일 - 수하르토 편집하기 |

## 2008년1월 31일
- 요미우리 신문은 중국에서 수입한 만두를 먹고 설사, 구토 등 식중독 증상을 호소하는 사람들이 일본 전국에서 65명에 달한다고 31일 보도했다. 이로 인해 양국간 외교문제가 발생하기도 하였다.
- 미국 중앙은행이 경기부양책으로 연방기금금리를 0.50%포인트 하향 조정해 3.0%로 운용키로 했다.

## 2008년1월 28일
- 이명박 대통령 당선자는 새 정부 첫 총리에 한승수 유엔기후변화특사를 후보자로 공식 지명했다.
- 인수위는 일반교육과목도 영어로 수업하는 이른바 영어몰입교육에 관한 정책을 철회하기로 하였다. 다만 영어수업은 더욱 강화하겠다는 입장을 밝혔다.
- 노무현 대통령이 정부조직 개편안에 대해 거부권 행사를 할 수 있다는 발언을 했다.

## 2008년1월 27일
- 인도네시아의 전(前) 대통령이었던 수하르토가 86세의 일기로 사망하였다.
- 독일 헤센의 주 의회 선거에서 독일 기독민주연합(36.8%)이 독일 사회민주당(36.7%)을 0.1%차이의 득표율로는 이겼지만, 2003년 선거보다는 12%떨어졌다.

## 2008년1월 26일
- 2008년 미국 대통령 선거
  - 미국 사우스캐롤라이나주에서 열린 민주당 예비선거에서 버락 오바마가 힐러리 클린턴을 제치고 과반 득표로 승리하였다.

## 2008년1월 25일
- 이탈리아 수상 로마노 프로디가 이탈리아 상원의 신임투표에서 신임 156표 대 불신임 161표, 5표차이로 패배하여 사직하였다.

## 2008년1월 24일
- 인수위는 오는 2010년부터 대한민국 모든 고등학교 학생들은 영어 과목은 영어로 수업하는 정책을 내놓았다. 농어촌 지역 학교를 대상으로 일반 과목도 영어로 수업하는 영어 몰입교육도 시범 실시할 것으로 전해졌다.
- 스키로 남극점에 도달하기 위해 떠난 일본 여성 쓰즈키 스미요(続素美代)가 남극점에 도달했다. 일본 여성이 남극점에 도달한 것은 이번이 처음이다.
- 폴란드 군용기가 추락, 탑승했던 19명이 사망했다.
- 미국의 〈사이언스〉지는 “비영리 민간연구소인 ‘크레이그 벤터 연구소’의 연구팀이 ‘미코플라스마 제니탈리움’이라는 박테리아의 DNA를 인공 합성하는 데 성공했다”고 밝혔다.
- 프랑스 제 2의 은행인 소시에테 제네랄사는 한 중개인의 사기를 동원한 선물투자로 49억 유로의 손실이 발생하였다고 발표하였다.

## 2008년1월 23일
- 유튜브가 한국어 서비스를 시작했다.
- 미국 컬럼비아 대학교와 예일 대학교 공동 연구진은 149개국을 상대로 위생과 온실가스 배출, 농업정책, 대기오염 등 환경관련 24개 항목에 대한 친화도를 조사했으며, 그 결과로 스위스가 1등을 차지했다고 밝혔다.
- 스위스 다보스에서 세계경제포럼이 개최되었다. (~1월 28일)

## 2008년1월 21일
- 여러 가지 황당한 발언으로 구설수에 올랐던 허경영이 선거법위반, 명예훼손, 허위사실유포로 검찰에 의해 사전구속영장이 신청되어 23일 구속됐다.

## 2008년1월 20일
- LG그룹이 임직원들에게 LG파워콤 초고속인터넷 상품인 '엑스피드'판매를 할당하여 대한민국 공정거래위원회로부터 시정명령을 받고 과징금 6억 9천만원을 부과받았다.

## 2008년1월 17일
- 헌법재판소는 노무현 대통령이 낸 헌법소원을 기각했다.
- 미국출신의 세계적인 체스기사 보비 피셔가 아이슬란드 레이캬비크에서 64세의 일기로 사망하였다.

## 2008년1월 16일
- 대통합민주신당 유시민 의원(경기 덕양갑)이 탈당과 함께 총선에서의 무소속 출마를 선언했다.
- 대한민국 서울중앙지법은 민족일보 사건으로 처형된 조용수 사장에 대해 47년 만에 무죄를 선고했다.
- 제17대 대통령직 인수위원회는 정부조직 개편안을 확정 발표했다.

## 2008년1월 15일
- 대통합민주신당 이계안 의원(동작구 을)이 탈당과 함께 총선 불출마를 선언했다.
- 김만복 국정원장이 김양건 조선민주주의인민공화국 노동당 통일전선부장과의 대화록을 유출한 것에 책임을 지고 사의를 표명했다.
- BBK 특검 수사팀이 현판식을 갖고 수사에 착수했다.
- 삼성 비자금 관련 폭로 사건을 수사중인 삼성 특검은 삼성 그룹 본사 및 이건희 회장 자택도 압수 수색했다.

## 2008년1월 14일
- 삼성 비자금 관련 폭로 사건을 수사중인 삼성 특검은 이건희 회장의 집무실 등 총 8곳을 압수 수색했다.

## 2008년1월 13일
- 예정되었던 골든 글로브상 시상식이 미국 TV 작가들의 총파업으로 전면 취소되었고, 수상자 발표는 기자회견으로 대체되었다.

## 2008년1월 12일
- 중화민국에서 실시된 총선에서 국민당이 민진당을 이기고 압승하였다.

## 2008년1월 11일
- 세계 최초로 에베레스트 산을 등정했던 뉴질랜드의 산악인 에드먼드 힐러리경이 88세의 일기로 별세했다.
- 이라크 수도 바그다드에 1세기 만에 눈이 내렸다.

## 2008년1월 10일
- 부산 도시철도 2호선이 양산역까지 연장 개통되었다. 종전에는 해운대 장산역에서 출발하여 양산시 호포역까지 운행했지만 이번 개통으로 양산역까지 운행하게 되었다. 4개 역이 완공되었지만 남양산역과 양산역만 개통하여 운영한다.
- 헌법재판소는 BBK 특검법에 대해 동행명령제만 위헌이라는 판결을 내렸다.
- 대통합민주신당은 중앙위원회의를 열어 손학규 전 경기지사를 당 대표로 선출했다.

## 2008년1월 8일
- 2008년 미국 대통령 선거
  - 미국 뉴햄프셔주에서 열린 예비선거에서 힐러리 클린턴(민주)와 존 매케인(공화)이 승리하였다.

## 2008년1월 7일
- 오전 10시 45분경, 경기도 이천시 호법면의 냉동 물류 창고인 “코리아 2000”에서 화재가 발생해, 40명이 숨지고 9명이 부상을 입었다. 그러나 부상자 중 많은 수가 화상의 정도가 심해 사망자는 더 늘어날 것으로 보인다.
- BBK 특검법의 특별검사로 정호영이 임명되었다.

## 2008년1월 3일
- 2008년 미국 대통령 선거
  - 미국 아이오와주에서 열린 2008년 미국 대통령 선거(제44대)를 위한 지역별 순회경선에서 버락 오바마(민주)와 마이크 허커비(공화)가 승리하였다.
  - 복싱선수 최요삼 선수가 사망하였다.

## 2008년1월 2일
- 뉴욕상업거래소의 2월 인도분 서부 텍사스 중질유 가격이 거래 도중 석유 거래 사상 처음으로 유가 100$(달러)를 돌파하였다.

## 2008년1월 1일
- 노무현 대통령이 집권 마지막 신년사를 밝혔다.
- 키프로스와 몰타가 단일통화지역인 유로존에 가입, 유로화를 사용하기 시작했다.
- 현대종교TV의 개국 2주년을 맞아 HD방송을 시작하였다.